# Anaphase-promoting Complex
Der Anaphase-promoting complex / cyclosome (APC/C) – der Anaphase fördernde Komplex oder das Cyclosom – ist ein Enzymkomplex, der in den Zellkernen aller Eukaryoten vorkommt. Der Komplex besteht aus gut einem Dutzend Untereinheiten, von denen mehrere die Enzymaktivität von Ubiquitin-Ligasen besitzen. Mit diesen Untereinheiten katalysiert der Komplex die Anbindung eines oder mehrerer Ubiquitin-Moleküle an mehrere Regulatorproteine, was diese für den enzymatischen Proteinabbau (Proteolyse) im Proteasom markiert. Zu den bekanntesten Substraten des APC/C zählen Cyclin-A, Cyclin-B und Securin, an die während der Mitose in einer zeitlich strikt eingehaltenen Folge Ubiquitin angelagert wird, wodurch sie schließlich abgebaut werden. APC/C ist damit der molekulare Hauptregulator für den zeitlichen Ablauf der Mitose, beziehungsweise ihrer G1-Phase und der Chromosomentrennung.
Bei einer Infektion mit dem Humanen Cytomegalievirus wird der Zellzyklus durch Inaktivierung des APC/C nachhaltig gestört.
Beim Menschen gehören folgende Proteine zum APC/C: APC1, APC2, APC3 (CDC27), APC4, APC5, APC6 (CDC16), APC7, APC8 (CDC23), APC10, APC11, APC12 (CDC26), APC13, APC15, APC16.
Neben den Hauptuntereinheiten des Komplexes benötigt der APC/C die Proteine MAD2L1 und CDC20, um die optimale Enzymaktivität und Substratspezifität zu erreichen. Diese gehören aber formal nicht mehr zum Komplex.